# Cobalus
Cobalus is een geslacht van vlinders van de familie dikkopjes (Hesperiidae), uit de onderfamilie Hesperiinae.

## Soorten
- C. calvina (Hewitson, 1866)
- C. discors (Plötz, 1883)
- C. virbius (Cramer, 1777)